# Ардин Далку
Ардин Далку (алб. Ardin Dallku; Вучитрн, 1. новембар 1994) албански је фудбалер са Косова и Метохије. Игра на позицији центархалфа, а тренутно наступа за Дукађини.

## Приватни живот
Рођен је у Вучитрну. Син је бившег југословенског репрезентативца Сабита Далкуа и млађи брат бившег албанског репрезентативца Арменда Далкуа. Поседује пасош Републике Косово, Албаније и Србије.

## Статистика

### Клупска
Ажурирано 8. марта 2020. 
| Клуб            | Сезона   | Лига                         | Лига    | Лига   | Национални куп | Национални куп | Европа  | Европа | Остало  | Остало | Укупно  | Укупно |
| Клуб            | Сезона   | Дивизија                     | Наступа | Голова | Наступа        | Голова         | Наступа | Голова | Наступа | Голова | Наступа | Голова |
| --------------- | -------- | ---------------------------- | ------- | ------ | -------------- | -------------- | ------- | ------ | ------- | ------ | ------- | ------ |
| Ворскла Полтава | 2016/17. | Премијер лига Украјине       | 12      | 0      | 0              | 0              | —       | —      | —       | —      | 12      | 0      |
| Ворскла Полтава | 2017/18. | Премијер лига Украјине       | 21      | 1      | 3              | 0              | —       | —      | 9       | 0      | 33      | 1      |
| Ворскла Полтава | 2018/19. | Премијер лига Украјине       | 15      | 1      | 1              | 0              | 5       | 0      | 3       | 0      | 24      | 1      |
| Ворскла Полтава | Укупно   | Укупно                       | 48      | 2      | 4              | 0              | 5       | 0      | 12      | 0      | 69      | 2      |
| Шкендија        | 2019/20. | Прва лига Северне Македоније | 2       | 0      | 0              | 0              | —       | —      | —       | —      | 2       | 0      |
| Шкендија        | 2020/21. | Прва лига Северне Македоније | 0       | 0      | 0              | 0              | —       | —      | —       | —      | 0       | 0      |
| Шкендија        | Укупно   | Укупно                       | 2       | 0      | 0              | 0              | —       | —      | —       | —      | 2       | 0      |
| Гњилани         | 2020/21. | Суперлига Републике Косово   | 0       | 0      | 0              | 0              | —       | —      | —       | —      | 0       | 0      |
| Гњилани         | Укупно   | Укупно                       | 0       | 0      | 0              | 0              | —       | —      | —       | —      | 0       | 0      |
| Каријера        | Каријера | Каријера                     | 50      | 2      | 4              | 0              | 5       | 0      | 12      | 0      | 71      | 2      |

### Утакмице у дресу репрезентације
Ажурирано 14. октобра 2018.
| Репрезентација   | Година | Наступа | Голова |
| ---------------- | ------ | ------- | ------ |
| Република Косово |        |         |        |
| 2017.            | 1      | 0       |        |
| 2018.            | 1      | 0       |        |
| Укупно           | Укупно | 2       | 0      |